# Hans Schmid (Volkswirt)
Hans Schmid (* 8. August 1935 in Menziken; † 4. April 2010 in St. Gallen) war ein Schweizer Wirtschaftswissenschaftler und Politiker (SP).

## Leben und  Wirken
Schmid war von 1980 bis 2000 Ordinarius für Volkswirtschaftslehre an der Universität St. Gallen. 1987 gründete er das Forschungsinstitut für Arbeit und Arbeitsrecht, dessen Direktor er bis 2000 war. 
Von 1972 bis 1985 war er Nationalrat (SP, SG); von 1984 bis 1996 war er Mitglied der Eidgenössische Bankenkommission und des Nationalen Forschungsrats des Schweizerischen Nationalfonds.
1983 kandidierte Hans Schmid für den Bundesrat, erhielt in der SP-Fraktion jedoch mit 22 Stimmen weniger als Lilian Uchtenhagen mit 33 Stimmen. Zudem erklärte ihn das Büro der Bundesversammlung als nicht wählbar, weil sein Doppelbürgerrecht in den Kantonen St. Gallen und Aargau nicht mit dem St.Galler-Bürgerrecht von Bundesrat Kurt Furgler vereinbar sei.